# Пероннский договор (1468)
Пероннский договор — мирное соглашение, заключенное 14 октября 1468 года в Перонне королём Франции Людовиком XI и герцогом Бургундии Карлом Смелым.

## Франко-бургундский конфликт
Придя в 1467 году к власти, Карл Смелый немедленно приступил к созданию антифранцузской коалиции, договорившись 1 октября с Франциском II Бретонским, Карлом Нормандским и Жаном Алансонским. Бретонские войска вторглись в Нормандию, объединились с силами брата короля и начали военные действия против Людовика. Карлу Смелому помешало присоединиться к союзникам Льежское восстание, отчасти инспирированное французами. Людовик пожертвовал льежцами, которым обещал военную поддержку, и заключил перемирие с Бургундией.
Бретонское продвижение было остановлено и 25 января 1468 года с Франциском II подписано перемирие. Разделив своих врагов, Людовик провел 6—14 апреля Генеральные штаты в Туре и добился от депутатов лишения своего брата Карла Нормандского герцогства.
И король и герцог Бургундский пытались заручиться союзом с Англией, но французские предложения Эдуард IV отверг и даже не согласился продлить перемирие, истекавшее 1 марта 1468 года. 17 мая парламент вотировал предоставление королю субсидий для отвоевания владений во Франции. Для закрепления союза с Бургундией Маргарита Йоркская была 3 июля выдана замуж за Карла Смелого.
Во время пышного празднования свадьбы, проходившего до 12 июля в Брюгге, король Франции добился продления перемирия с герцогом до 1 августа. В Нормандию была направлена армия адмирала Бурбона, который меньше чем за месяц отвоевал провинцию у мятежников, а сам король вторгся в Бретань, овладел Шантосе и Ансени, и заставил Франциска и Карла подписать 10 августа новое соглашение, по которому брат короля получал пенсион в 60 тыс. ливров и ему должен был быть предоставлен апанаж.

## Угроза войны
Узнав о происходящем, Карл Смелый собрал армию и двинулся к Сомме, встав у Перонны. Туда к нему прибыл герольд Франциска, называвшийся «Бретань», с сообщением о мире принцев с королём и разрыве с Бургундией. В гневе герцог едва не повесил посланца, так как подозревал, что письмо подделано королём.
Возникла угроза войны, мирная конференция в Аме 20—29 сентября не дала результатов, и тогда Людовик решил лично уладить конфликт. Направив герцогу подарок в 60 тыс. экю золотом для оплаты военных издержек, он получил гарантии безопасности и выехал в Перонну.

## Свидание в Перонне
9 октября 1468 года король прибыл в Перонну в сопровождении всего ста человек, среди которых были герцог де Бурбон, кардинал Балю и коннетабль. В это время в город вошли бургундские войска (по словам Филиппа де Коммина, герцог просто не успел отменить приказ о передислокации), среди командиров которых были враги Людовика, в том числе Филипп де Бресс и маршал Бургундии Тибо де Нёшатель. Узнав об их прибытии, король понял, что сделал большую глупость, и теперь его жизнь зависит от верности герцога.
10—11 октября кардинал Балю вел переговоры с бургундцами, но герцог поставил условием заключения мира возвращение своему союзнику Нормандии. Ничего не добившись, Людовик приготовился к отъезду, когда вечером 11-го в город прибыли беглецы из Льежа, сообщившие, что в городе началось новое восстание, руководят им королевские послы, а губернатор Ги де Эмберкур и епископ Льежский убиты.
Это было преувеличением, так как епископ был лишь схвачен восставшими, а Эмберкуру удалось бежать; однако, участие французов было несомненным фактом, и это привело Карла в сильнейшую ярость.
По словам Филиппа де Коммина, Людовик XI допустил удивительную оплошность, так как, «направляясь в Перонну, не подумал о том, что отправил в Льеж двух посланцев, чтобы они возмутили жителей против герцога».

## Плен короля
Король фактически оказался пленником герцога, который в течение трех дней обсуждал со своими советниками, как ему поступить с вероломным сюзереном.

Нельзя сказать, чтоб король не испытывал беспокойства, когда обнаружил, что заперт в этом небольшом замке под охраной множества лучников, стоявших у ворот; он уже видел себя заключенным в ту большую башню, где граф Вермандуа умертвил одного из его предшественников, короля Франции.— Филипп де Коммин. Мемуары. II, 7
Если верить Коммину, вариант с физическим устранением был предложен герцогом в припадке ярости, свидетелями которой были только три человека, однако:

Вскоре кое-что из этого разговора стало известно другим людям и разошлось по городу, вплоть до комнаты короля, и тот сильно испугался — как и любой другой, кто оказался бы в таком положении. Теперь Вы понимаете, как много надо учитывать, чтобы завершить миром распрю, начавшуюся между столь могущественными государями, и сколь велика ошибка, которую оба они совершили, не предупредив своих слуг, занимавшихся их делами вдалеке от них, и представляете, что могло бы из этого произойти.— Филипп де Коммин. Мемуары. II, 7
На совещании вельмож были предложены три варианта действий: либо не нарушать обещания безопасности и удовлетвориться подтверждением Конфланского договора, к чему склонялось большинство, либо заключить короля под стражу «без всяких церемоний», либо немедленно призвать герцога Нормандского и заключить на своих условиях «новый мир к вящей выгоде всех принцев Франции», ослабив Людовика настолько, чтобы он уже не оправился.
Король между тем предложил в качестве заложников герцога Бурбоннского, его брата кардинала, коннетабля и других вельмож, а также через кардинала Балю истратил 15 тыс. экю на подкуп советников Карла Смелого. Алчный кардинал половину суммы присвоил себе, в результате Филиппу де Коммину взятки не досталось, и, обиженный, он тайно сообщил о его махинациях Людовику.
Предполагается, что именно тогда король установил тайные контакты с несколькими влиятельными людьми при бургундском дворе, которые затем действовали в его интересах, а позже один за другим открыто перешли к нему на службу.

## Пероннский договор
В конце концов было решено, в основном, ограничиться подтверждением мира и обязательством Людовика, поклявшегося в непричастности к событиям в Льеже, участвовать в карательной операции против повстанцев; однако, короля заставили уступить брату вместо Нормандии графства Шампань и Бри.
К мирному соглашению герцога склонили Антуан, великий бастард Бургундский, получивший от Балю две тысячи, и Филипп де Коммин, который, предположительно, все-таки получил от короля тысячу или полторы тысячи экю.
Важным дополнением к Конфланскому договору стало изъятие из-под юрисдикции Парижского парламента трибуналов Гента, Брюгге с округой и Ипра, ставшее первым шагом к провозглашению суверенитета Бургундии.
К этому времени французский главнокомандующий Антуан де Шабанн сосредоточил войска на бургундской границе, приготовившись к вторжению, а Гастон IV де Фуа привел с юга ещё одну армию, вставшую в районе Мо.

## Усмирение Льежа
15 октября бургундская армия, шотландская гвардия и отряд кавалерии Людовика двинулись к Льежу, который пал 30-го после упорного, но безнадежного сопротивления. Горожане не могли поверить, что король их предал, и сражались с криками Vive le roy! Король вступил в город с обнаженным мечом, бургундским Андреевским крестом на шляпе, выкрикивая Vive Bourgoingne!, а его войска приняли активное участие в грабеже и резне.
Город был полностью разграблен, и, за исключением церквей (также разграбленных) разрушен и догорал семь недель. Жители бежали через Арденны и на французскую территорию в Мезьер, при этом много людей погибло от голода и холода.

## Возвращение во Францию
2 ноября король, наконец, получил разрешение вернуться во Францию. Случившееся стало для него сильным унижением и жестоким уроком, и больше он не пытался лично встречаться с герцогом. Пероннский договор пришлось ратифицировать, но Шампань и Бри Людовик брату не отдал, так как эти земли граничили с Бургундией, и вынудил его согласиться на герцогство Гиень.
В преддверии войны с Бургундией на ассамблее в Туре весной 1471 соглашение было фактически денонсировано.

## Отражение в искусстве
Пероннский договор и сопутствующие ему события послужили исторической канвой романа Вальтера Скотта «Квентин Дорвард».